# Charles d’Amboise de Chaumont
II. Charles d’Amboise de Chaumont (Chaumont-sur-Loire, 1472 k. – Correggio, Milánói Hercegség, ma Emilia-Romagna, 1511. február 11.) francia főnemes, Chaumont, Sagonne, Meillant és Charenton ura, a Szent Mihály-rend lovagja, Párizs királyi kormányzója, Franciaország főudvarnagya (grand maître de France), Franciaország marsallja és admirálisa (amiral de France). Az itáliai háborúk hadvezére XII. Lajos király szolgálatában. A második itáliai háborúban 1501-től az elfoglalt Lombardia királyi kormányzója, a cambrai-i liga háborúi során harcolt az 1509-es agnadellói csatában. Apját is, őt magát is gyakran említik Chaumont d’Amboise néven.

## Élete

### Származása, katonaősei
Édesapja I. Charles d’Amboise gróf (1430–1481) volt, Pierre d’Amboise (1408–1473) és Anne de Bueil d’Aubijoux legidősebb fia, királyi kamarás és tanácsos, Chaumont, Sagonne, Meillant, Charenton ura, Île-de-France, Champagne és Burgundia tartományok királyi kormányzója, a Szent Mihály-rend lovagja. Édesanyja Catherine de Chauvigny volt, André de Chauvigny de Ravel és Catherine de Beaujeu leánya.
Szüleinek 17 gyermeke született, köztük Charles volt a legidősebb. Legfiatalabb húga, Catherine d'Amboise (1482–1549) a reneszánsz kor hírneves prózaírója és költője lett. Nagybátyja, apjának egyik öccse, Georges d’Amboise bíboros (1460–1510) volt, aki Lajos orléans-i hercegnek, a későbbi XII. Lajos királynak szolgálatában államminiszterré, Rouen érsekévé emelkedett.
Felmenői, a középkori eredetű, nagy hatalmú d’Amboise család tagjai harcos főnemesek voltak, karddal szolgálták Franciaország királyait, de nem ritkán kemény összetűzésekbe is kerültek az uralkodókkal. Charles dédapja, VIII. Hugues d’Amboise 1415-ben, az azincourt-i csatában esett el, VI. Károly király szolgálatában. Egyik nagy-nagybátyját, Louis d’Amboise-t (1392–1469), Thouars vikomtját 1432-ben VII. Károly király – kegyencének, Georges de la Trémoille-nak sugallatára – elfogatta, és bebörtönözte, a király elleni összeesküvés vádjával. Vagyonát a király La Trémoille-nak adta. Louis unokafivére, Pierre d’Amboise, (Charles nagyapja) párttársaival szövetkezve elfogta és túszként Montrésor várába zárta La Trémoille-t, akit csak 1434-ben Louis d’Amboise szabadon engedéséért és teljes rehabilitálásáért cserébe engedtek szabadon. Louis kegyelmet kapott, a király visszaadta földjeit, de az amboise-i kastélyt magának tartotta meg, ez királyi lakhely maradt egészen a francia forradalomig. Ugyanez a nagyapa, Pierre d’Amboise 30 évvel később, 1465-ben összeesküvést szőtt XI. Lajos király ellen (Ligue de Bien-Public), de rajtavesztett, a pártütőket 1466-ban a király kivégeztette, Pierre kegyelmet kapott, de életfogytig börtönbe zárták, összes birtokait elkobozták, családjának erős fészkét, a Chaumont-sur-Loire-i várkastélyt lerombolták. Birtokait csak 1467-ben kapta vissza.
Apja, I. Charles d’Amboise, a kiváló hadvezér és diplomata már hűen szolgálta XI. Lajost. 1475–1480 között a király nevében vezetett hadjáratokban elfoglalta a Burgundi Hercegséget, a Burgundi Szabadgrófságot (Franche-Comté) és (rövid időre) a Luxemburgi Hercegséget is. 1476-ban egy 200 fős különítmény élén sikeresen kiszabadította a burgundiai Roveres (Rouvres-en-Plaine) várából Valois Yolande királyi hercegnőt, XI. Lajos húgát, Savoya régensét, akit a király ellensége, Merész Károly herceg záratott oda.

### Házassága, gyermekei
1491-ben Charles d’Amboise feleségül vette a normadiai eredetű Malet-házból való Jeanne Malet de Graville-t († 1540), Viviers úrnőjét, Louis Malet de Graville-nak (1438–1516), Franciaország admirálisának, és Marie de Balzac-nak leányát. Egyetlen fiuk született, Georges d'Amboise (1503. k. – 1525), Chaumont, Vendeuvre, Vigny és Vaudémont ura. Georges túlélte apját, az 1521–26-os itáliai háborúban I. Ferenc király seregében harcolt, a paviai csatában esett el.
II. Charles d’Amboise-nak volt még egy házasságon kívüli fia is, Michel d'Amboise, aki 1505 körül született Nápolyban. Ő lett később az amboise-i Clos Lucé kastély ura, a d’Amboise család őrgrófi ágának ősapja.

### XII. Lajos király hadvezére
Charles d’Amboise nagybátyja Georges d’Amboise bíboros volt, az orléans-i herceg – 1498-tól XII. Lajos király – bizalmas tanácsadója, főminisztere, Rouen érseke. A rokoni kapcsolat segítette az unokaöcs felemelkedését. 1493–1496 között az ifjú Charles már Párizs városának és Normandia tartománynak királyi kormányzója volt. A második itáliai háború (1499–1504) megindulásakor a királyi tüzérséget irányította Alessandria és Tirano sikeres ostrománál.
A király oldalán vonult be az elfoglalt Milánóba. A király őt nevezte ki Genova tartomány és Milánói Hercegség királyi kormányzójává, majd 1501-ben, Ludovico „il Moro” herceg elfogása és bebörtönzése után Lombardia katonai kormányzójává (lieutenant général).
1502. augusztus 26-án ismét a király oldalán vonult be az elfoglalt Genovába. 1504-ben XII. Lajos Franciaország marsalljává (Maréchal de France) emelte.
1506-ban Milánóba hívta Leonardo da Vincit, akinek művészetét igen nagyra tartotta. 1507–1508 között Leonardo több remekművét itt, Milánóban alkotta, köztük a Sziklás Madonnát és a Szent Anna harmadmagával-t. A kormányzó megrendelésére Leonardo vízvezetéket épített, szobrokat készített, sőt a kormányzó számára új palotát is tervezett. D’Amboise marsall megvásárolta Leonardo egyik korai, 1478–1482 között készült táblaképét is, a Madonna virággal-t (Madonna Benois). Napjainkban ez a kép a szentpétervári Ermitázs tulajdona, eredeti keretét ma is az Amboise-család címere díszíti. (1507-ben Andrea Solari megfestette a kormányzó portréját, ezt a képet is sokáig Leonardo da Vinci műveként tartották számon).
1507-ben Charles d’Amboise fegyveres erővel fojtotta el a genovaiak felkelését a francia uralom ellen. 1508-ban apósa, Louis Malet de Graville lemondott Franciaország admirálisának rangjáról, a méltóságot veje, Charles d’Amboise de Chaumont kapta meg.
A cambrai-i liga háborúi során D’Amboise marsall harcolt az 1509. május 14-i agnadellói csatában, ahol XII. Lajos a pápa által szervezett cambrai-i liga tagjaival, elsősorban velencei csapatokkal állt szemben. A marsall a királyi előhadat vezette harcba. A fontos ütközet francia győzelemmel zárult. A marsall még ebben az évben elfoglalt több velencei várost is.

### Elhunyta
Charles d’Amboise de Chaumont marsall, Franciaország admirálisa, a Milánói Hercegség francia királyi kormányzója 1511. február 11-én hunyt el a lombardiai Correggióban (ma Emilia-Romagna régió). A ferences rend amboise-i kápolnájában (chapelle des cordeliers) temették el. Később ugyanide hozták a paviai csatában elesett fiát, George-ot is. Apa és fia síremlékén egy zománcozott réztábla két lovag metszett képét mutatta, egyikük pajzsán az admirálisi méltóság jelvényével, a horgonnyal. A 17. században François de Gaignières történetíró, műgyűjtő (1642–1715) a síremlékről tollrajzot készített, amely fennmaradt.
Özvegye, Jeanne de Malet de Granville 1528-ban feleségül ment René d’Illiers lovaghoz, aki így hozzájutott Jeanne örökségéhez, Marcoussis, Saint-Clerc, Chastres (ma: Arpajon), Gometz-le-Châtel és Nozay birtokához. Mivel az új férj a földek eladogatásából szerzett pénzt, Jeanne a párizsi parlamenthez (azaz bírósághoz) fordult. A bíróság helyt adott panaszának, ítéletében elrendelte, hogy Jeanne az eladott javak utáni részesedésként kapja meg Marcoussis kastélyát, hozzá évi 3000 livre évjáradékot.

## További információ
- Frederick Lewis Taylor: The Art of War in Italy, 1494-1529. Westport: Greenwood Press. 1973. ISBN 0-8371-5025-6.
- Frederic J. Baumgartner: Louis XII, St.Martin’s Press, New York, 1996. ISBN 0-312-12072-9